# 破風墓
破風墓（はふばか）とは、沖縄特有の墓の形式の一種で家屋同様の屋根があるもののうち、屋根が破風形となっているものである。沖縄で最初の破風墓は玉陵である。
破風墓は通常、三角形の屋根を持つ。琉球王国時代を通じて王室以外が造成することが許されていなかった墓の形式であったが、1879年以降に解禁され、一般に普及するようになった。家屋状墓のうち、破風墓でないものは屋形墓という。